# 흑기사 중세로 가다
《흑기사 중세로 가다》(영어: Black Knight)는 미국에서 제작된 길 영거 감독의 2001년 판타지 모험 버디 코미디 영화이다. 마틴 로런스 등이 출연하였고, 아넌 밀천 등이 제작에 참여하였다.
2001년 11월 개봉되었다. 대체로 좋지 않은 평가를 받았다.

## 출연진
- 마틴 로런스
- 마샤 토머슨
- 톰 윌킨슨
- 케빈 콘웨이
- 빈센트 리건
- 대릴 미첼

## 기타 제작진
- 공동 제작: 에런 레이
- 배역: 실리아 재피, 조지앤 워컨
- 미술: 레슬리 딜리
- 의상: 마리 프랑스